# エードゥアルト・トゥルンアイゼン
エードゥアルト・トゥルンアイゼン (Eduard Thurneysen、1888年7月10日 - 1974年8月21日)は、スイスのプロテスタント神学者（バーゼルの牧師であり教授）。
彼は弁証法神学の代表的存在であり、カール・バルトの親友であった。

## 生涯
ヴァレンシュタットで生まれ、バーゼルで死去。
クリストフ・フリードリッヒ・ブルームハルトの強い影響を受け、トゥルンアイゼンは1907年にバーゼルでプロテスタント神学を学び始め(パウル・ヴェルンレ等のもとで)、マールブルクとチューリッヒで(ヘルマン・クッターとレオンハルト・ラガーツ等のもとで)学び続ける。
1911年から1913年までチューリッヒYMCAの事務長補佐を務める。この間、スイス・ツォフィンゲン協会の会員にもなる。卒業後、1913年から1920年まで、アールガウのロイトヴィル改革派教会で牧師として働き、そこで隣接のザーフェンヴィル教会のカール・バルトと緊密な関係を築く。
1920年から1927年まで、トゥルンアイゼンはザンクトガレン-ブルッゲンで牧師として働く。1927年にバーゼル大聖堂の牧師に選出される。またそこにおいて1927年に神学博士号を取得。1929年に講師、1941年にバーゼルの実践神学准教授となる。
他の神学者たちと共に彼は、新しい雑誌において弁証法神学を発展させる。「時の間」誌に、フリートリヒ・ゴーガルテン、ゲオルク・メルツ、カール・バルトと同様、多数の論文を発表。バルトと共に、「今日における神学的存在」誌を出版。
トゥルンアイゼンはとりわけ、牧会学で著名となる。彼の牧会における魂への配慮への取り組みは、弁証法神学の一貫した実施と見なすことができる。罪責を担う存在である人は、牧会者が代わって告げる、神の励ましを通してのみ解放され得るのである。人の努力は原則として失敗に終わるに違いなく、したがって、魂の配慮における心理学も神の励ましに従属するものでなければならない。心理学が解放することはできない、それはただ道具(補助科学)としてのみ理解されるのである。牧会者の課題は、あらゆる自己義認と自己努力を止め(律法による義認)、神に働いていただく(福音による義認)ところまで依頼者を導くことである。この試みはまた強い拒絶を受けたが、それにもかかわらず、彼の牧会学の教えは――とりわけ保守的な教会で――今日でも注目を集めている。
牧会学に加えて、彼の新約聖書の教会員に寄り添った釈義とドストエフスキーの文学作品の分析も幅広い影響を与えている。

## 著作
- 『この世に生きるキリスト者』加藤常昭訳、新教出版社1960年
- 『牧会学 慰めの対話 １・２』 加藤常昭訳、日本基督教団出版部 1961年-1970年
- 『ドストエフスキー』国谷純一郎訳 新教出版社 1957年
- 『男・女・結婚』トゥルナイゼン、ヴィサー・トーフト他著、新教出版社編訳 新教出版社1960年
- 『ブルームハルト』永野羊之輔訳 新教出版社 1965年
- 『御手に頼りて 葬儀説教』宍戸達訳 日本基督教団出版局 1984年
- 『神の言葉の神学の説教学』K.バルト、E.トゥルナイゼン著、加藤常昭訳 日本キリスト教団出版局 1988年
- 『説教・告解・聖餐』エドゥアルト・トゥルナイゼン、ヴァルター・リュティ著、赤木善光訳 新教出版社 1997年
- 『トゥルナイゼン著作集1　山上の説教　ピリピ人への手紙』蓮見和男訳、池永倫明訳 新教出版社 1986年
- 『トゥルナイゼン著作集2　ヤコブの手紙』池永倫明訳 新教出版社 1987年